# Bubaqra
Bubaqra är en ortsdel av Iż-Żurrieq i republiken Malta.   Den ligger i kommunen Iż-Żurrieq, i den södra delen av landet. Bubaqra ligger 133 meter över havet och antalet invånare är 2 000.
Terrängen runt Bubaqra är huvudsakligen platt, men västerut är den kuperad.